# 復讐の鬼探偵ロングストリート
『復讐の鬼探偵ロングストリート』（ふくしゅうのおにたんていロングストリート 、原題：Longstreet ）は、視覚障害者の保険調査員の活躍を描いたアメリカ合衆国のテレビドラマ。1971年9月から1972年3月まで、ABC系で放映された。日本（関東地区）では、1976年5月から9月まで、東京12チャンネル（当時）で放映された。2003年と2007年にはスーパー!ドラマTVでも放映されている。

## パイロット版
1971年2月23日、アメリカ合衆国ABC系で放映。
ニューオーリンズの保険調査員マイク・ロングストリートは、シャンパンのボトルに仕掛けられた爆弾の爆発により、妻は死亡し、自身は視力を失ってしまうが、盲導犬パックスと杖を頼りに犯人を追い詰める。シリーズに先立ち製作されたこのパイロット版は、日本では未放映である。

### キャスト
- マイク・ロングストリート：ジェームズ・フランシスカス
- デューク・ペイジ：ブラッドフォード・ディルマン
- アリス・ロングストリート：ジャネット・ノーラン
- ニッキー・ベル：マルティーヌ・ベズウィック

### スタッフ
- 製作・監督：ジョゼフ・サージャント
- 製作総指揮・脚本：スターリング・シリファント
- 擬闘：ブルース・リー

## シリーズ化
上記パイロット版を経てシリーズ化がなされたがマイク・ロングストリートの上司のデューク・ペイジがマイク・ロングストリートに点字を教えその後、助手となったニッキー・ベルの配役が変更された。なお、日本語版オープニングのナレーションでは、マイク・ロングストリートは妻と両目を奪った犯人の追跡を続けていることになっていたが、実際には前述の通り日本未放映のパイロット版で犯人は検挙されている。障害者の探偵役を主人公としたアメリカ合衆国のテレビドラマでは、車椅子の刑事『鬼警部アイアンサイド』の先例があるが、本作は目の不自由な保険調査員という究極の設定が異色であった。

### ブルース・リーが出演
しかし、本作が本放送後に時を経て注目される事となったのは、ブルース・リーの出演によってであった。リーは劇中でロングストリートに截拳道を教え、自身で格闘シーンもこなしている。シリーズ中4作に出演し、『グリーン・ホーネット』と並んで、『燃えよドラゴン』でブレイクする以前のリーが出演したハリウッド作品として知られている。なお本作でリーの日本語吹き替えを担当したのは、ジャッキー・チェンの吹き替えでおなじみの石丸博也である。

### キャスト
- マイク・ロングストリート：ジェームズ・フランシスカス（井上孝雄）
- デューク・ペイジ：ピーター・マーク・リッチマン（嶋俊介）
- ニッキー・ベル：マーリン・メイスン（武藤礼子）
- リ・ツァン：ブルース・リー（石丸博也）

### スタッフ
- 製作総指揮：スターリング・シリファント
- 製作：ジョエル・ロゴシン
- 監督：ドン・マクダゴール他
- 脚本：スターリング・シリファント他

## エピソード一覧
| 話数 （米国） | 話数 （日本） | 日本語題 原題                                             | 米国初放送日   | 備考               |
| ------------- | ------------- | --------------------------------------------------------- | -------------- | ------------------ |
| 0             | 0             | （パイロット版） Longstreet                               | 1971年2月23日  | 日本未放映         |
| 1             | 2             | 波止場の対決 The Way of the Intercepting Fist             | 1971年9月16日  | ブルース・リー出演 |
| 2             | 1             | 虚栄の館に巣喰うもの A World of Perfect Complicity        | 1971年9月23日  |                    |
| 3             | 6             | 衝撃の悪夢と幻想 One in the Reality Column                | 1971年9月30日  |                    |
| 4             | 3             | 暗黒の十年を取りもどせ! So, Who's Fred Hornbeck?          | 1971年10月7日  |                    |
| 5             | 5             | ジャズの心が盗まれた Elegy in Brass                       | 1971年10月14日 |                    |
| 6             | 8             | 爆破四分前 Spell Legacy Like Death                        | 1971年10月21日 | ブルース・リー出演 |
| 7             | 23            | 暗やみの刑務所 The Shape of Nightmares                    | 1971年10月28日 | 日本語版最終回     |
| 8             | 4             | 名画を盗んだのは誰? The Girl with the Broom               | 1971年11月4日  |                    |
| 9             | 9             | 美女誘拐! Wednesday's Child                               | 1971年11月11日 | ブルース・リー出演 |
| 10            | 11            | 殺人者の足おと I See, Said the Blind Man                  | 1971年11月18日 | ブルース・リー出演 |
| 11            | 12            | 消えた大型トレーラー This Little Piggy Went to Marquette  | 1971年12月2日  |                    |
| 12            | 13            | サラブレッドが盗まれた There Was a Crooked Man            | 1971年12月9日  |                    |
| 13            | 7             | 現金輸送車強盗 The Old Team Spirit                        | 1971年12月16日 |                    |
| 14            | 10            | 潜入! おとり調査 The Long Way Home                        | 1971年12月30日 |                    |
| 15            | 14            | 夕日の悲歌（エレジー） Let the Memories Be Happy Ones     | 1972年1月6日   |                    |
| 16            | 15            | ジャングル 死の脱出 Survival Times Two                    | 1972年1月13日  |                    |
| 17            | 16            | 嵐の中の殺人者 Eye of the Storm                           | 1972年1月20日  |                    |
| 18            | 18            | 暗闇を歩む人々 Please Leave the Wreck for Others to Enjoy | 1972年1月27日  |                    |
| 19            | 17            | ヨット爆破事件 Anatomy of a Mayday                        | 1972年2月3日   |                    |
| 20            | 19            | 謎の放火犯人 Sad Songs and Other Conversations            | 1972年2月10日  |                    |
| 21            | 20            | 傷ついた栄光 Field of Honor                               | 1972年2月17日  |                    |
| 22            | 21            | 犯人はあの声だ! Through Shattering Glass                  | 1972年2月24日  |                    |
| 23            | 22            | かなしき再会 The Sound of Money Talking                   | 1972年3月2日   |                    |

## DVD
2007年11月に、日本のMAXAMより全世界で初めて完全初ソフト化された。音声はオリジナルの英語のみで、日本語字幕付きである。